# Mazières-en-Gâtine
Mazières-en-Gâtine ist eine französische Gemeinde mit 1.028 Einwohnern (Stand: 1. Januar 2022) im Département Deux-Sèvres in der Region Nouvelle-Aquitaine. Sie gehört zum Arrondissement Parthenay und zum Kanton La Gâtine. Die Einwohner werden Mazièrois genannt.

## Geographie
Mazières-en-Gâtine liegt etwa 14 Kilometer südsüdwestlich von Parthenay und 25 Kilometer nordnordöstlich von Niort. An der nördlichen Gemeindegrenze verläuft das Flüsschen Viette. Mazières-en-Gâtine wird umgeben von den Nachbargemeinden Saint-Pardoux-Soutiers im Norden, Vouhé im Nordosten, Verruyes im Osten, La Chapelle-Bâton im Süden, Champdeniers im Südwesten sowie Saint-Marc-la-Lande im Westen.

## Bevölkerungsentwicklung
| Jahr      | 1954 | 1962 | 1968 | 1975 | 1982 | 1990 | 1999 | 2006 | 2019 |
| Einwohner | 1502 | 935  | 902  | 894  | 948  | 874  | 874  | 972  | 1026 |

## Sehenswürdigkeiten
- Kirche Saint-Barnabé
- Schloss Petit Chêne
- Schloss La Ménardière mit Park

## Persönlichkeiten
- René Verriet de Litardière (1888–1957), Botaniker

## Gemeindepartnerschaften
Mit der polnischen Gemeinde Leśna Podlaska besteht seit 2013 eine Partnerschaft sowie – über den früheren Kanton – seit 1997 Janów Podlaski. Daneben bestehen Verbindungen zur togolesischen Gemeinde Agou-Yiboe.